# 杉山二郎
杉山 二郎（すぎやま じろう、1928年9月14日 - 2011年11月30日）は、日本の美術史学者。

## 生涯
東京府出身。1954年東京大学文学部美学美術史学科卒業。1955年奈良国立文化財研究所美術工藝室勤務、1960年東京国立博物館学芸部に勤務、東洋考古室長。シルクロードの現地調査に参加、西アジアの古代美術や東西文化交流史を研究。
1988年長岡技術科学大学工学部教授、1991年佛教大学文学部教授、1996年国際仏教学大学院大学教授、2002年退任。
1969年『大仏建立』で毎日出版文化賞受賞。
2011年11月30日、膵臓（すいぞう）がんで死去。83歳没。

## 著書
- 大仏建立 学生社 1968、新版1986ほか
- 鑑真 三彩社〈東洋美術選書〉1971
- 木下杢太郎 ユマニテの系譜 平凡社 1974、新版1978 / 中公文庫 1995.8
- 正倉院 流沙と潮の香の秘密をさぐる ブレーン出版 1975、増訂版1980
- 西アジア南北記 沙漠の思想と造形 瑠璃書房 1978.9
- オリエント考古美術誌 中東文化と日本 NHKブックス：日本放送出版協会 1981.3
- オリエントへの情熱 自叙伝的試み 福武書店 1983.3
- 仏像 仏教美術の源流 柏書房 1984.6
- 極楽浄土の起源 祖型としてのターク・イ・ブスターン洞 筑摩書房 1984.7
- 風鐸 歳時風物誌 瑠璃書房 1985.1
- 大仏以後 学生社 1987.1、新版1999
- 遊民の系譜 ユーラシアの漂泊者たち 青土社 1988.7、新版1992 / 河出文庫 2009.4
- 真贋往来 文化論的視点から 瑠璃書房 1990.7
- 日本彫刻史研究法 東京美術 1991.6
- 遊牧と農耕の峡にて ユーラシア精神史考 学生社 1993.5
- 天平のペルシア人 青土社 1994.11
- 仏教文化の回廊 青土社 1998.12
- 大仏再興 学生社 1999.11
- 善光寺建立の謎 日本文化史の探求 信濃毎日新聞社 2006.7
- 仏像が来た道 青土社 2010.7
- 山紫水明綺譚 京洛の文学散歩 冨山房インターナショナル 2010.7

## 共編著
- 日本の美術 15　天平彫刻、至文堂 1967
- カラー大和路の魅力 寧楽、写真：入江泰吉 淡交社 1972
- 批評日本史 政治的人間の系譜 1 藤原鎌足　梅原猛・田辺昭三共著 思索社 1972、新装版1992
- 批評日本史 政治的人間の系譜 4 織田信長　会田雄次・原田伴彦共著 思索社 1972、新装版1991
- グランド世界美術 4 インドの美術 講談社 1978
- 攻めの文明・守りの文明　江上波夫・松田壽男共著 六興出版 1979
- シルクロードと仏教　金岡秀友・井本英一共著 大法輪閣 1980
- 世界史の新視点―学問・略奪・探険　江上波夫・松田壽男共著 六興出版 1981
- 毒の文化史 新しきユマニテを求めて 山崎幹夫共著 講談社 1981
- 世界の大遺跡 7 シルクロードの残映 講談社 1988.11
- 真珠の文化史 山崎幹夫・坂口昌明共著 学生社 1990.3

## 翻訳
- 考古学探検家 スタイン伝 ジャネット・ミルスキー、六興出版（訳者代表、上下） 1984
- 長春眞人西遊記 李志常（校註）国際仏教学大学院大学 2002.2